# ギーザー・バトラー
テレンス・マイケル・ジョセフ・バトラー（Terence Michael Joseph Butler、1949年7月17日 - ）は、イギリスのロック・ベーシスト。作詞家、作曲家。
ギーザー・バトラー（Geezer Butler）の芸名で1960年代から活動を続けている。創設メンバーとして参画し、現在も活躍するイギリスのヘヴィメタル・バンド、ブラック・サバスのベース奏者、作詞家として著名。他に自身の名前を冠したヘヴィメタル・バンド、ギーザーでも活躍する。

## キャリア
バーミンガム出身。1967年秋、旧友オジー・オズボーンと Rare Breed なるバンドを結成。一時期は別の道を歩んだが、2人は再び合流しブルース・バンド Polka Tulk を結成（ここにトニー・アイオミ、ビル・ワードも加わった）。Polka Tulk はジ・アースと名前を変え、さらに1969年にブラック・サバス(Black Sabbath) へと名を変えた。
Rare Breed 時代のバトラーはリズム・ギタリストであったが、トニー・アイオミの要望もありベースに転向。その後一貫してベーシストとして活動することになる。
1970年、ブラック・サバスのメンバーとして、アルバム『黒い安息日』(Black Sabbath) でデビュー。以降今日に至るまで、HR/HM界の第一線で活躍することになる。
オジー・オズボーンをフロントに立てたブラック・サバスにおいて、バンドのレパートリーの歌詞はほとんどすべてをバトラーが手がけている。彼自身、宗教、サイエンス・フィクション、ファンタジーなどに造詣が深く、「黒魔術」「オカルト」をバンド・イメージのひとつとして採用したブラック・サバスの世界観を具体化するにあたっては、彼の書く詞が果たした役割も非常に大きい。
ワウペダルの使用やダウン・チューニング等、サウンド・メイキングにおいても様々な工夫を凝らし、グループの個性を確立するのに貢献した。
1980年のオジー脱退後もロニー・ジェイムス・ディオ、イアン・ギランらを迎えて引き続きグループは活動したが、バトラーは1984年にブラック・サバスから脱退、ギーザー・バトラー・バンドを結成した。
1988年には、オジー・オズボーン・バンドに加入し、No Rest for the Wicked World Tour に参加した。
1991年、『悪魔の掟』(Mob Rules) 期のメンバー（トニー・アイオミ、バトラー、ロニー・ジェイムス・ディオ、ヴィニー・アピス）が再集結したブラック・サバスに復帰、アルバム『ディヒューマナイザー』(Dehumanizer)をはじめ、2枚のアルバムに参加するが、1994年、Cross Purposes Tour 終了後に再びブラック・サバスを脱退。
1995年、オジー・オズボーンのアルバム『オズモシス』に参加した後、自分のプロジェクト「ギーザー」を立ち上げる。以後、再結成ブラック・サバス（オリジナル・メンバー）やヘヴン・アンド・ヘル（『悪魔の掟』期のメンバー。ロニー・ジェイムス・ディオは2010年に死去）などで活動を続けている。
2024年7月には、故郷・バーミンガムをホームタウンとするサッカーチーム「アストン・ヴィラFC」の2024～2025シーズン 新ユニフォーム & ホーム・キットCM動画にオジー・オズボーンと共に出演。CM内ではブラック・サバスのパラノイドが使用された。
ローリング・ストーン誌が選んだ「史上最高のベーシスト50選」で第21位に選ばれている。